# Schildkrötensoldat
Schildkrötensoldat ist der dritte Roman der Schweizer Schriftstellerin Melinda Nadj Abonji; er erschien im Jahr 2017. Zoltàn Kertész erzählt in poetischer Sprache von der Brutalität des Krieges und vom Kampf gegen die Enge seiner Welt.

## Inhalt

### Handlung
Der Protagonist der Geschichte ist Zoltán Kertész, ein serbischer Junge. Seine Geschichte wird durch zwei Ich-Erzähler wiedergegeben, nämlich von ihm selber und durch seine in der Schweiz lebende Cousine Anna. Sie wachsen gemeinsam auf und haben ein gutes Verhältnis zueinander. Zoltàn war immer schon ein spezieller Junge, interessierte sich für seinen Garten und Kreuzworträtsel, aber nicht für Autos, Muskeln oder Geld. Als kleiner Junge fällt er vom Motorrad seines Vaters, und seitdem hat er immer wieder das „Schläfenflattern“ (S. 38). Im Ort ist er ein Aussenseiter, in der Schule kann er seine Klappe nicht halten und in der Lehre, wo ihn der Bäckermeister blutig schlägt, kann er nicht erfolgreich abschliessen. Als 1991 in Jugoslawien Krieg herrscht, schicken ihn seine Eltern ins Militär, um aus ihm einen richtigen Mann zu machen. Er wird zur Ausbildung in die Kaserne in Zrenjanin geschickt. Seine Eltern träumen davon, dass Zoltàn als Kriegsheld zurückkehrt – doch Zoltàn wird weder zum richtigen Mann, noch zum Helden. Während seiner Ausbildung wird er wiederholt schikaniert, sowohl von seinen Vorgesetzten, wie auch von seinen Mitsoldaten. Zoltàn hofft inständig, dass seine Eltern ihn abholen, doch dazu kommt es nicht. Als Jenö, sein einziger und bester Freund, während eines Trainingsmarsches an einem Herzinfarkt stirbt, geht es nicht mehr lange, bis Zoltàn in ein Militärspital geschickt wird, da sich seine Epileptischen Anfälle häufen. Von dort darf er dann nach Hause, nach einer medikamentösen Behandlung. Anna wird kurz darauf von Zoltàns Eltern gebeten, einen anderen Arzt zu suchen, da sie vermuten, dass der Medikamentencocktail Zoltàn nicht gut bekommt. Schliesslich stirbt Zoltàn eines Tages an einem Epileptischen Anfall, den er während des Essens erleidet. Seine Cousine Anna macht sich zwei Monate später auf die Reise nach Serbien, um Antworten zu Zoltàns Tod zu finden. Sie besucht Zorka und stellt bei der Kaserne von Zrenjanin Nachforschungen an, doch sie erfährt nicht viel Neues.

### Personen
- Zoltán Kertész (auch Zoli genannt)
- Anna, Cousine von Zoltán (von Zoltán Hanna genannt)
- Zorka Kertész, Mutter von Zoltán
- Lajos Kertész, Vater von Zoltán
- Jenő, Soldat und bester Freund von Zoltán

### Orte
Die Geschichte findet hauptsächlich in Zoltáns Elternhaus statt, welches in einem kleinen Dorf in der Provinz Vojvodina, Serbien liegt. Seine militärische Ausbildung absolviert er in der Kaserne in Zrenjanin.

### Zeit
Die Geschichte spielt auch während des Jugoslawienkriegs. Dieser spielt daher eine zentrale Rolle.

## Form

### Aufbau
Der Roman hat 33 Kapitel. Zwölf davon sind nummeriert, 20 davon sind mit einer Überschrift versehen, die stilistisch einem Kreuzworträtsel gleichen. Das letzte Kapitel hebt sich ab, indem der normal geschriebene Name der Hauptperson verwendet wird.
Während der nummerierten und des letzten Kapitels wird von der Perspektive von Hanna erzählt, verglichen mit den „Kreuzworträtsel-Kapiteln“, welche von ZoltànsPerspektive aus geschildert werden. Auch Zeitlich unterscheiden sie sich, in dem sich Hannas Kapitel in der Gegenwart abspielen, während Zoltàns Kapitel (verglichen mit Hannas) sich in der Vergangenheit abspielen. Trotzdem sind beide Geschichten im Tempus Präsens geschrieben.

### Sprache und Stil
Die Sprache von Hannas Teilen unterscheiden sich durch Klarheit und einer pointierten Ausdruckskraft von Zoltàns Erzählungen, welche aus seiner Perspektive erzählt werden und sich dadurch ein besonderer Sprachduktus entwickelt. „Der reissende Strom von Zolis Gedanken durchdringt gleichermassen die Sprache wie seine fortschreitende innere Zerrüttung.“
Die Sprache von Zoltàn wird als musikalisch, expressiv, sprunghaft und vor allem poetisch bezeichnet, da sie die Regeln von Syntax und Semiotik zu verweigern scheint: „Meine Hände sind Bäume, die herbstliches Laub abschütteln, die Äste der Akazie, die im Küchenfenster zu sehen sind, fast schon nackt, und meine eine Hand zittert blaurot, Blaubeere, Maulbeere, die Weltmeere – ich bin der König aller Kreuzworträtsel – und ich versuche aufzustehen, mich auf dem Tisch abzustützen, Mutter drückt mich auf den Stuhl -T-O-L-P-A-T-S-C-H- muss ich jetzt tatsächlich noch ein Pflaster holen?“(S. 32)

## Rezeption
"Seine kurzen Abschnitte tragen lauter in Großbuchstaben gesetzte Wörter als Titel, was grafisch seiner Obsession, die Welt als Wortwelt von Kreuzworträtseln zu ordnen, entspricht. So hält der Roman die Schwebe zwischen reflexiven Passagen, in denen die Stimme Hannas zu vernehmen ist, und hochpoetischen Abschnitten, in denen der Sonderling auf seine Weise die sonderbaren Dinge beredet, über die sich außer ihm keiner wundert und gegen die niemand rebelliert."

"Man merkt den klingenden Sätzen, raffiniert wechselnden Tempi und rhythmischen Wiederholungen an, das Abonji auch Musikerin ist und viel mit dem Ohr arbeitet - das wurde schon in ihrem Debüt, "Im Schaufenster im Frühling" (2004), deutlich. Doch anders als in ihrem preisgekrönten letzten Roman, "Tauben fliegen auf" (2010), der von den Schmerzen der Anpassung einer serbischen, in die Schweiz ausgewanderten Familie erzählte und viel Autobiographisches enthielt, sind es im neuen Buch konzentrierte und leuchtende poetische Bilder, die Handlung und Figuren tragen und in denen sich die Erinnerungen und Empfindungen der Erzählerin auflösen."

"(...), einiges mag Melinda Nadj Abonji eine Spur lieb geraten sein in ihrem nach längerer Pause und in Feinstarbeit entstandenen Roman, aber darunter brodelt es. Und die Wut des Zoltán Kertész, die nichts ausrichten wird, als ihn letztlich das Leben zu kosten, ist ein Fanal gegen die Verblödung der sogenannten normalen Leute und für den hellsichtigen Blick der Trottel, Zivilisten und Arglosen."
Es ist die Last der Erwartungen, die Melinda Nadj Abonjis Roman und dessen Protagonisten zu gefährden scheint, doch gerade im Unterlaufen dieser Erwartungen, im Versteck vor der Gefahr der Kategorisierung und Überinterpretation - genau dort ist sein Platz, dort kann er seine vollständige Kraft entwickeln und die ist groß.

### Textausgaben
- Schildkrötensoldat. Melinda Nadj Abonji, Suhrkamp, Berlin 2017 (Originalausgabe), ISBN 978-3-518-42759-0.